# Kurt Tepperwein
Kurt Tepperwein (* 3. Oktober 1932 in Lobenstein, Tschechoslowakei) ist ein deutscher Autor und Unternehmer.

## Leben
Nach eigenen Angaben hat Tepperwein zunächst eine Schreinerlehre absolviert und als Unternehmer und Unternehmensberater gearbeitet. In den 1960ern hat er zwei Bücher mit einigen Roulette-Systemen auf den Markt gebracht, unter anderem das nach seiner damaligen Ehefrau benannte „System Angelika“.
Tepperwein gab an, seit 1973 die Zulassung als Heilpraktiker zu haben. Unabhängige Belege für eine Erlaubniserteilung nach dem Heilpraktikergesetz gibt es jedoch nicht. Ausgehend von einer Betätigung im Bereich der Hypnose und Autosuggestion etablierte er sich in den folgenden drei Jahrzehnten als „freier Lebensberater“ und Autor zahlreicher Lebenshilfebücher, die sich hauptsächlich mit esoterischen Themen wie Mentaltraining, Intuitionsschulung, Bewusstseinserweiterung oder der Erlangung von Wohlstand befassen.
Kurt Tepperwein ist mit seiner Lebenspartnerin Nada Breidenbach seit mehr als 30 Jahren zusammen. Sie haben eine gemeinsame Tochter, Jasmin Breidenbach. Aus erster Ehe hat er zwei Kinder. Er lebt auf der spanischen Insel Teneriffa.

## Missbrauch von Titeln
Tepperwein wurde als Dozent der Clayton Universität, St. Louis, USA, und als Dozent der Berliner „Friedensuniversität“, Deutschland, ausgewiesen. Die Clayton Universität ist jedoch als „Titelmühle“ bekannt, die akademisch klingende Titel zum Kauf anbietet. Bei der Berliner Friedensuniversität handelte es sich um einen sporadisch veranstalteten Workshop der spirituellen und esoterischen Szene. Die Bezeichnung „Universität“ wurde dabei missbräuchlich verwandt.
Wegen Missbrauchs von Titeln, Berufsbezeichnungen und Abzeichen, strafbar nach § 132a StGB, wurde Tepperwein am 16. August 2005 vom Amtsgericht Memmingen zu einer Geldstrafe von 60 Tagessätzen zu je 100 Euro verurteilt (Strafbefehl über insgesamt 6000 Euro; Az.: 2 Cs 23 Js 17488/04), weil er sich in Werbematerialien für ein Seminar mit „Prof. Dr. phil.“ bezeichnen ließ. Das Urteil ist seit dem 6. September 2005 rechtskräftig.